# Porphyrinia gracilis
Porphyrinia gracilis là một loài bướm đêm trong họ Noctuidae.